# Schweizer Meisterschaften in der Nordischen Kombination 2006

Logo des Schweizer Skiverbandes

Die Schweizer Meisterschaften in der Nordischen Kombination 2006 fanden am 8. Juli 2006 im Schweizer Einsiedeln statt. Die Meisterschaften wurden im Einzel von der Normalschanze, sowie über 7,5 km Langlauf ausgetragen. Ausrichter war der Schweizer Skiverband Swiss-Ski.

## Ergebnis
| Platz | Sportler            |
| ----- | ------------------- |
| 1     | Andreas Hurschler   |
| 2     | Ivan Rieder         |
| 3     | Seppi Hurschler     |
| 4     | Ronny Heer          |
| 5     | Lucas Vonlanthen    |
| 6     | Michael Hollenstein |
| 7     | Felix Kläsi         |
| 8     | Marco Gerber        |
| 9     | Tim Hug             |
| 10    | Tommy Schmid        |